# Wichtigkeit
Wichtigkeit (lateinisch Importanz) ist die schwerwiegende (wichtige) Bedeutung eines Gegenstandes oder Handelns oder aber ein bedeutsamer Gegenstand oder ein bedeutsames Handeln selbst. Im Unterschied zur im Interesse der adäquaten Urteilsfindung qualitativ herangezogenen Relevanz handelt es sich bei der Wichtigkeit um eine quantitative, abzählbar messbare Größe.
Das Wort Wichtigkeit ist in der deutschen Sprache seit dem 16. Jahrhundert belegt. Das zugrundeliegende Adjektiv wichtig ist in der mittelhochdeutschen Schreibung wihtec bereits im 14. Jahrhundert nachzuweisen. Es geht auf das mittelniederdeutsche wichtich(t) zurück und dies wiederum auf das mittelniederdeutsche wicht(e). Das Adjektiv verbreitete sich, als Wort der Handels- und Kaufmannssprache mit der Bedeutung „abgewogen, vollwichtig, schwer, Gewicht habend“, von norddeutschen Städten aus bis zum 16. Jahrhundert über das gesamte deutsche Sprachgebiet. Ab dem 16. Jahrhundert setzte der heute dominierende übertragene Wortgebrauch ein, mit der Bedeutung „schwerwiegend, bedeutungsvoll, wesentlich“.

## Verwendung
Immanuel Kant philosophierte an der Wende vom 18. zum 19. Jahrhundert über „Weitläuftigkeit und Gründlichkeit oder Wichtigkeit und Fruchtbarkeit des Erkenntnisses“ und setzte Wichtigkeit auch mit „Gehalt“ und „Vielgültigkeit“ gleich. Er verwies dabei auch darauf, dass sich die Wichtigkeit – einer Erkenntnis – an der „Größe oder Vielheit der Folgen“ festmachen lässt:
Was nun insbesondre aber die intensive Größe des Erkenntnisses, d. h. ihren Gehalt, oder ihre Vielgültigkeit und Wichtigkeit betrifft, […]:
1. Logisch wichtig ist jedes Erkenntnis zu nennen, das die logische Vollkommenheit der Form nach befördert, […] — Die praktische Wichtigkeit kann man nicht voraus sehen, sondern man muß sie abwarten.
2. Man muß die Wichtigkeit nicht mit der Schwere verwechseln. Eine Erkenntnis kann schwer sein, ohne wichtig zu sein, und umgekehrt. Schwere entscheidet daher weder für noch auch wider den Wert und die Wichtigkeit eines Erkenntnisses. Diese beruht auf der Größe oder Vielheit der Folgen. Je mehr oder je größere Folgen ein Erkenntnis hat, je mehr Gebrauch sich von ihm machen läßt, desto wichtiger ist es. — Eine Erkenntnis ohne wichtige Folgen heißt eine Grübelei; dergleichen z. B. die scholastische Philosophie war.

Die deutsche Rechtssprache kennt den Rechtsbegriff wichtiger Grund, der sich in mehreren Paragraphen des BGB findet.

## Spöttische Verwendung
Im Deutschen existiert auch eine spöttische und abwertende Verwendung von Wichtigkeit, wenn eine vorgespiegelte Bedeutsamkeit kritisiert wird. In diesem Zusammenhang existieren die, meist abwertenden, Bezeichnungen „Wichtigmacher“ und „Wichtigtuer“ sowie die Adjektive wichtigtuend und wichtigtuerisch. „Wichtigtuerei“ kann das Wichtigtun, also etwaiges Reden oder Benehmen in Form einer, als unberechtigt wahrgenommenen Erhöhung einer Person, Sache oder Kontextes bezeichnen.